# Duisans
Duisans è un comune francese di 1 460 abitanti situato nel dipartimento del Passo di Calais nella regione dell'Alta Francia.
Nel territorio comunale il fiume Gy confluisce nella Scarpe.

## Società

### Evoluzione demografica
Abitanti censiti